# 阿克 (密蘇里州)
阿克（英語：Ark）是位於美國密蘇里州登特縣的鬼鎮。

## 歷史
阿克的郵局於1901年設立，其後於1915年停運。

## 地理
阿克所處的海拔為高於海平面410米（即1345英呎），而該地所採用的時區為UTC-6，即北美中部時區（CST）。同時該地設有夏令時間，為UTC-6調快一小時，即UTC-5（CDT）。